# Козловка (Гагаринский район)
Козловка — деревня в Гагаринском районе Смоленской области России. Входит в состав Гагаринского сельского поселения. По состоянию на 2007 год постоянного населения не имеет.
Расположена в северо-восточной части области в 18 км к северо-востоку от Гагарина, в 24 км севернее автодороги М1 «Беларусь», на берегу реки Олеля. В 21 км южнее деревни расположена железнодорожная станция Колесники на линии Москва — Минск.

## История
В годы Великой Отечественной войны деревня была оккупирована гитлеровскими войсками в октябре 1941 года, освобождена в марте 1943 года.